# Toma de Melilla

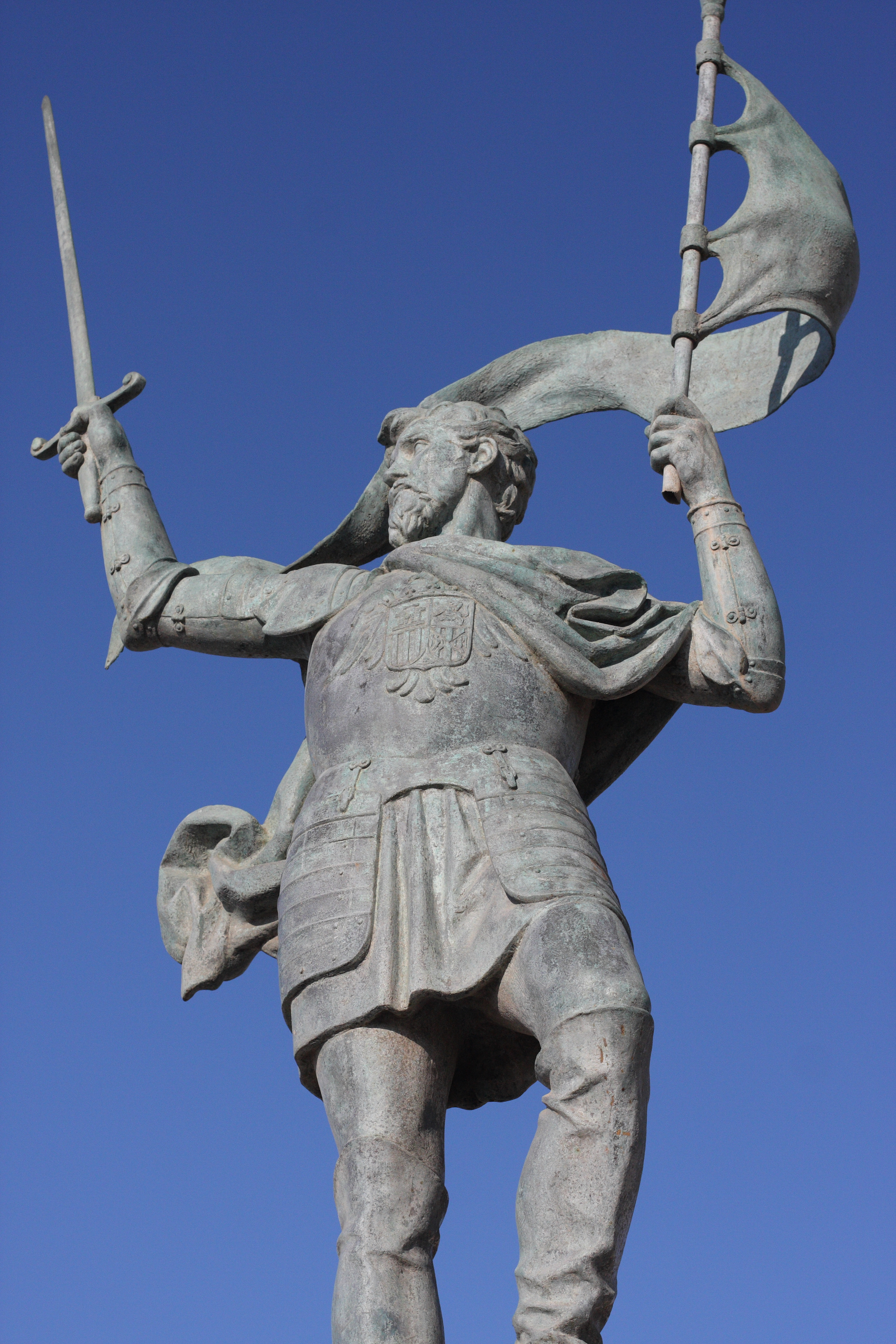
Monumento a Pedro de Estopiñán, comendador de la Orden de Santiago, al frente de la expedición que ocupó Melilla el 17 de septiembre de 1497 a las órdenes del duque de Medina Sidonia.

La Toma de Melilla de 17 de septiembre de 1497 fue una iniciativa de Juan Alonso Pérez de Guzmán, duque de Medina Sidonia que conquistó la plaza de Melilla y que contó con el apoyo de los Reyes Católicos.

## Antecedentes
Tras la Guerra de Granada y la desaparición del Reino Nazarí se produjo una gran inestabilidad política en los reinos de Fez y Tremecén. En 1493 Hernando de Zafra, secretario de los Reyes Católicos, mandó a su hermano Lorenzo de Zafra y a Hernández Manrique en una expedición para observar el estado de las poblaciones costeras y sus defensas. El interés en Melilla lo suscitaba la posibilidad de, a partir de ahí, conquistar Cazaza y el cabo de Tres Forcas. Los Reyes Católicos fueron informados de que las defensas de Melilla se encontraban en muy mal estado, que la plaza no mantenía buenas relaciones con el Reino de Fez y que, de acuerdo con lo que ya había avanzado el jeque de Tabaharique a Hernando de Zafra un año antes, en caso de ataque cristiano su posición sería la de entregarse a los Reyes Católicos ante la indefensión a los ataques de los piratas berberiscos, gaditanos y portugueses. En 1494 siguieron las expediciones de Olarte y Basunto a Melilla y otras plazas como Cazaza, Taxuda, Meggeo y Bocchoya, y así como de Pedro Lezcano y Álvaro de Acosta, para comenzar los acuerdos de la plaza de Melilla con las autoridades castellanas y la comparecencia ante los Reyes Católicos de una legación del alguacil melillense Andrés de Melilla para facilitar la negociación.
Sin embargo, los Reyes Católicos perdieron el interés en Melilla debido a varios factores. En primer lugar, un informe negativo del consejero Martín Galindo que señalaba la situación de hambruna de la plaza, por otra parte el interés en culminar la conquista de Tenerife, así como la negociación del Tratado de Tordesillas que permitiera obtener la autorización para conquistar el norte de África a los castellanos y a los portugueses los puertos del Atlántico y la necesidad de atender los asuntos de las Indias. La situación precaria de Melilla se agravó además, por la destrucción ordenada por el gobernador mandado por el Reino de Fez motivada por las insubordinación y negociaciones de la plaza con los Reyes Católicos.

## La conquista de Melilla
En 1497 partió de Sanlúcar de Barrameda la expedición de 5000 soldados y barcos bien abastecidos del duque de Medina Sidonia para la conquista de Melilla encabezada por Pedro de Estopiñán y Virués. Los soldados procedían de las poblaciones de Jerez de la Frontera, Medina Sidonia, Arcos de la Frontera y Sanlúcar de Barrameda.
El 17 de septiembre tomaron tierra sin oposición e iniciaron la reedificación de la ruinosa fortificación de Melilla (Melilla la Vieja) con el sistema de cava y barrera, es decir, ayudándose de la colocación de un entablamiento de maderas que traían en las naves, reparando todos los elementos de la fortaleza como pozos, muros, adarves, el puente a tierra y torres.
En 1498 los Reyes Católicos y el duque de Medina Sidonia firmaron una capitulación llamada el Juro de Melilla por la que Melilla no formaría parte del señorío del duque de Medina Sidonia a cambio de que los Reyes Católicos sufragaran la mayor parte de los gastos de la plaza, incluida la guarnición real, con unos 4 400 000 maravedís al año y el Quinto real de la venta de esclavos, en compensación de la extinción del señorío jurisdiccional del marquesado de Gibraltar tras el sitio de Gibraltar por parte del duque de Medina Sidonia en 1506.

## Consecuencias
La plaza de Melilla fue la primera de las plazas fuertes de África que supusieron la expansión castellana por el Norte de África. A consecuencia de la conquista de Melilla las tropas del duque mantendrían de 1505 a 1532 la plaza de Cazaza, lugar donde se había establecido la guarnición del Reino de Fez, conquista por la que al duque de Medina Sidonia se le concedió el marquesado de Cazaza. El duque de Medina Sidonia ostentó la propiedad, que no la jurisdicción de Melilla, desde 1497 a 1556, año en que renunció a su tenencia a favor de Felipe II, aunque durante ese tiempo los gastos fueron sufragados por la Corona.
El alguacil de Melilla no regresó a Melilla tras su audiencia ante los Reyes Católicos para ofrecer la plaza. A los moriscos Andrés y Lorenzo de Melilla se les concedieron diversas mercedes y tierras en la Axarquía como Torrox.
El 17 de septiembre se celebra el día de Melilla, conmemorando la incorporación de Melilla a la Corona de Castilla.